# Wojny perskie
Wojny grecko-perskie – wojny stoczone w pierwszej połowie V wieku p.n.e. pomiędzy imperium perskim a greckimi polis. W 546 r. p.n.e. Cyrus Wielki, twórca potęgi państwa perskiego, podbił leżącą w Azji Mniejszej Lidię, a w następnych latach Persowie zdobyli podległe wcześniej królom lidyjskim greckie miasta na wschodnim wybrzeżu Morza Egejskiego. W 499 p.n.e. miasta te zbuntowały się przeciw władzy perskiej i wznieciły powstanie, nie doczekały się jednak znaczącej pomocy z polis pozostających poza zasięgiem władzy perskiego króla (niewielkie kontyngenty przysłały jedynie Ateny i Eretria). Powstanie upadło w 493 p.n.e., a w 490 p.n.e. ruszyła perska wyprawa morska, która miała ukarać greckie miasta wspomagające powstańców, jednak zakończyła się klęską w bitwie pod Maratonem w Attyce, gdzie Ateńczycy pokonali Persów. Przewidując kolejny najazd, część greckich poleis zawiązała sojusz obronny, tzw. Związek Hellenów, któremu przewodniczyła Sparta – militarna potęga Grecji. W 480 p.n.e. wielka armia perska dowodzona przez samego króla – Kserksesa I – wkroczyła do Grecji, pokonała niewielkie siły Związku pod Termopilami, zajęła i spaliła Ateny, ale flota perska została rozbita w bitwie morskiej pod Salaminą. W 479 p.n.e. perskie porażki pod Platejami w Beocji i pod Mykale w Azji Mniejszej sprawiły, że to Grecy przejęli inicjatywę w toczącej się wojnie. Kierownictwo w niej przejęły Ateny, tworząc z wyzwolonymi poleis trackimi i z wysp Morza Egejskiego sojusz zwany Związkiem Morskim bądź Delijskim. Sparta wycofała się z dalszych walk. Związek Morski pod dowództwem Ateńczyka Kimona wyzwalał kolejne greckie miasta spod panowania perskiego. Ok. 466 p.n.e. Grecy zadali klęskę perskiej armii i flocie w bitwie nad Eurymedonem w Pamfilii, zyskując panowanie na morzu. W 460 p.n.e. Ateny wspomogły antyperskie powstanie w Egipcie, jednak poniosły porażkę w delcie Nilu w 454 p.n.e. W 451 p.n.e. starcie Greków i Persów pod Salaminą Cypryjską zakończyło się wielkim zwycięstwem Związku Morskiego na lądzie i na morzu. Wkrótce potem walki ustały i doszło do porozumienia, w którym król perski pogodził się z utratą miast greckich w Azji, lecz zachował Cypr.

## Przed wojnami

### Grecy w Azji Mniejszej
Greckie polis pojawiły się na wschodnim wybrzeżu Morza Egejskiego w wiekach ciemnych i rozwijały się w miarę szybko. Do początku VII wieku p.n.e. pozostawały we względnej izolacji zarówno od reszty świata greckiego jak i azjatyckich państw rozwijających się w Anatolii. W VII wieku p.n.e. w Azji Mniejszej pojawili się Kimmerowie, koczowniczy lud ze stepu między Krymem i Kaukazem. Pokonali oni armie Urartu, rozbili państwo frygijskie, atakowali Asyrię, a także greckie poleis – m.in. zdobyli Magnezję nad Meandrem, oblegali Efez. Zagrożenie z ich strony ustało pod koniec wieku, co pozwoliło rozwinąć się potędze państwa lidyjskiego ze stolicą w Sardes. Jego królowie – Alyattes (617-560 p.n.e.) i jego syn Krezus (560-546 p.n.e.) podporządkowali sobie greckie miasta wybrzeża (Milet zdołał wynegocjować dla siebie korzystne warunki zależności). Stosunki między Grekami i Lidyjczykami, którzy szybko się hellenizowali, układały się dobrze: władcy Lidii nie wtrącali się w sprawy wewnętrzne miast, składali dary greckim świątyniom, korzystali także z greckich najemników w czasie wojen. W VI wieku p.n.e. greckie poleis Jonii przeżywały swój najlepszy okres, bogaciły się, były ośrodkami rozwiniętej kultury, zakładały (już od VII wieku p.n.e.) kolonie (na wybrzeżach Morza Czarnego, na Zachodzie).

### Powstanie imperium perskiego

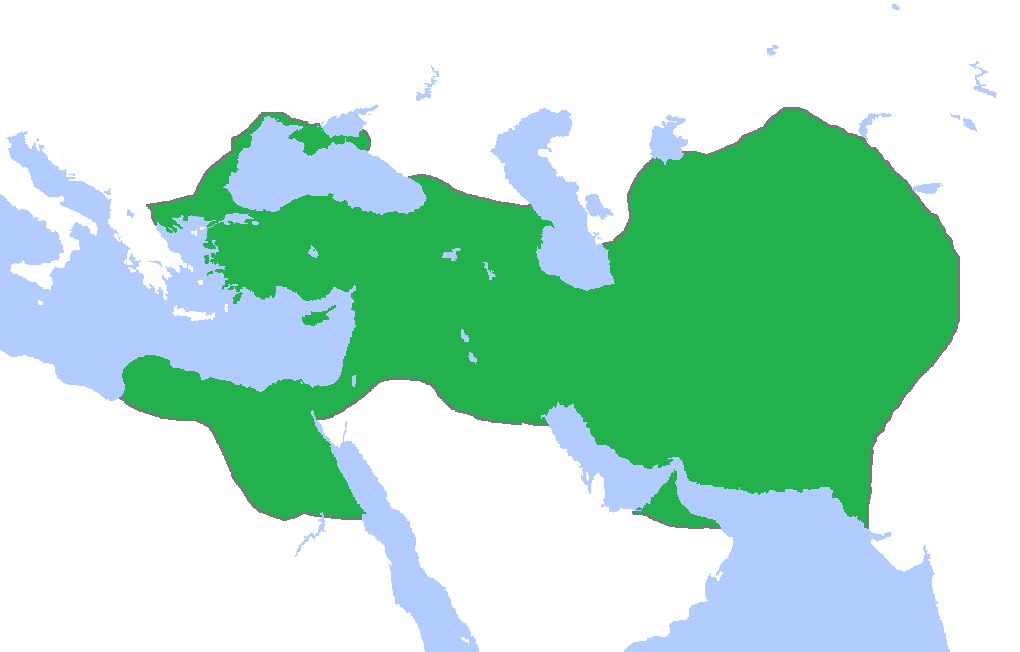
Imperium perskie na przełomie VI/V wieku p.n.e.

Persowie pojawili się w południowo-zachodnim Iranie w pierwszej połowie I tysiąclecia p.n.e., osiedlając się w Anszanie (późniejsza Persyda) i częściowo ulegając wpływom istniejącego na tym terenie od tysiącleci państwa Elam. Królestwo Persów w VI wieku p.n.e. było wasalem potężnego imperium Medów (Grecy zwykle nie rozróżniali Persów i Medów – oba narody nazywali Medami). W 550 p.n.e. władca Persów Cyrus zbuntował się przeciw królowi Medów. Armia medyjska przeszła na stronę Cyrusa, umożliwiając mu podbój całego imperium. W kolejnych latach Cyrus podbił Lidię (546 p.n.e.), później państwo babilońskie (539 p.n.e.) i wschodni Iran. W 530/529 p.n.e. zginął w walkach z nomadami ze stepu środkowoazjatyckiego, ale podboje kontynuował jego syn Kambyzes zajmując w 525 p.n.e. Egipt. Wielonarodowe imperium perskie rozciągało się od Libii i Azji Mniejszej na zachodzie aż po granice Indii na wschodzie. Dariusz I Wielki, który przejął władzę po śmierci Kambyzesa w 522 p.n.e., przeprowadził liczne reformy usprawniając administrację i armię. Imperium podzielone było na samorządne prowincje – satrapie, których władcy zwani satrapami (wywodzący się z perskiej arystokracji, często członkowie rodziny królewskiej) dysponowali szerokimi uprawnieniami: kontrolowali lokalną administrację, oddziały wojskowe i twierdze, zachowywali część wpływów z podatków, ale to król decydował o zmianach w satrapiach, a także o rozpoczęciu wojny.

### Perski podbój greckich poleis w Azji
Po szybkiej kampanii, która pozwoliła mu zająć stolicę Lidii Sardes w 546 p.n.e., Cyrus wrócił do Ekbatany (jednej ze stolic swojego imperium), pozostawiając dokończenie podboju posiadłości lidyjskich, w tym greckich poleis w Azji, Medowi Harpagosowi. Milet uznał władzę Cyrusa uzyskując uprzywilejowany status, podobnie jak za panowania królow lidyjskich, natomiast pozostałe miasta Persowie musieli zdobywać siłą, co zajęło im sporo czasu. Mieszkańcy Fokai i Teos woleli opuścić swoje miasta i założyć nowe poleis (ci pierwsi na Korsyce, drudzy w Tracji i nad Morzem Czarnym) niż dostać się pod panowanie perskie; migracja z innych miast regionu także była bardzo silna. Na zdobytych terenach Persowie ustanowili satrapie – Herodot poświadcza istnienie w Azji Mniejszej czterech: Cylicji, Frygii (ze stolicą w Daskyleion, kontrolującej Hellespont), Lidii (ze stolicą w Sardes) i Jonii (objemującej grecką Jonię, Eolię oraz m.in. częściowo zhellenizowane Karię i Pamfilię). Do 518 p.n.e. Persowie, dzięki stworzeniu silnej floty, opanowali także większość wysp wschodniej części Morza Egejskiego, m.in. Lesbos, Chios i Samos.
Gdy ustały walki, greckie miasta szybko odżyły ekonomicznie, jednak władza perska ciążyła im bardziej niż poprzednio zwierzchnictwo królów Lidii. Była ona bardziej wymagająca podatkowo, żądała także, by poleis dostarczały kontyngentów wojska, wykorzystywanych niekiedy do walki z innymi Grekami. W grę wchodziły też różnice kulturowe – Grekom trudniej było dojść do porozumienia z elitą perską, zachowującą własne tradycje, niż z silnie zhellenizowanymi Lidyjczykami. Persowie wtrącali się także w sprawy wewnętrzne poleis, popierając tyranię. Panowanie perskie stwarzało jednak dla części Greków szanse – możliwość kariery na dworze króla lub satrapów albo opcję wykorzystania perskiego poparcia (finansowego bądź siłowego) przez stronnictwa polityczne walczące o władzę wewnątrz polis.

### Perska ekspansja w Europie
Za panowania Dariusza ekspansja perska była kontynuowana, także w kierunku europejskim. Ok. 519 p.n.e. perska flota zdobyła Samos i inne wyspy u wybrzeża Azji Mniejszej. Ok. 513 p.n.e. sam król poprowadził wyprawę przeciwko Scytom europejskim. Armia perska przekroczyła Hellespont wykorzystując most zbudowany ze złączonych statków pochodzących z podległych miast greckich, i zajęła Trację. Następnie w podobny sposób przeprawiła się przez Dunaj, jednak żyjący na tych terenach Scytowie unikali walki, wciągając Dariusza w głąb lądu, gdzie pojawiły się problemy z zaopatrzeniem. Mimo strat i braku zasadniczego sukcesu militarnego wyprawa przyniosła Persom kilka korzyści: nową satrapię – Trację – oraz uznanie podległości ze strony Macedonii i Paionii. Zdobycze te stanowiły doskonały punkt wypadowy do dalszej ekspansji w Europie.

### Grecja na przełomie VI/V wieku p.n.e.
Świat grecki w tym czasie składał się z dużej liczby miast-państw (polis), których mieszkańcy mieli poczucie przynależności do jednej wspólnoty kulturowej i religijnej, jednak nie politycznej – polis często ze sobą walczyły. Wiele polis było niedużych, kontrolowały tylko obszary rolnicze wokół ośrodka miejskiego, w którym zwykle znajdowały się główne budynki publiczne i kultowe.
Najpotężniejszym militarnie polis była w tym czasie Sparta, dzięki okupacji Messenii władająca największym obszarem w Grecji. Jednocześnie była hegemonem Związku Peloponeskiego – sojuszu zaczepno-obronnego obejmującego większość poleis Peloponezu (ze znaczącym wyjątkiem Argos). Obywatele Sparty byli doskonale wyszkolonymi żołnierzami, od dzieciństwa przygotowywanymi do walki. W połowie VI wieku p.n.e. Sparta była połączona sojuszem z Lidią, gotowała się nawet do walki z Cyrusem, ale jego szybkie zdobycie Sardes przerwało przygotowania do odsieczy. Innym znaczącym polis były Ateny władające całą Attyką. W ostatniej dekadzie VI wieku p.n.e. w mieście interweniowała Sparta z zamiarem obalenia rządzącego tam tyrana z rodu Pizystratydów – Hippiasza – i zaprowadzenia sprzyjającej Lacedemończykom oligarchii. Tyranię obalono (Hippiasz schronił się w Persji), jednak z zamętu wyłonił się nowy typ rządów – Klejstenes przeprowadził reformy wprowadzające w Atenach pierwszą w świecie greckim demokrację. Zwycięska wojna, jaką Ateny stoczyły w obronie ustroju przeciwko Sparcie i jej sojusznikom, pozwoliła miastu stać się liczącą się siłą w Grecji. Ateńczycy utrzymywali bliskie kontakty z Jonami, z którymi wiązały ich podobieństwa językowe, religijne oraz legendarne przekazy wskazujące na wspólną historię.

## Powstanie jońskie

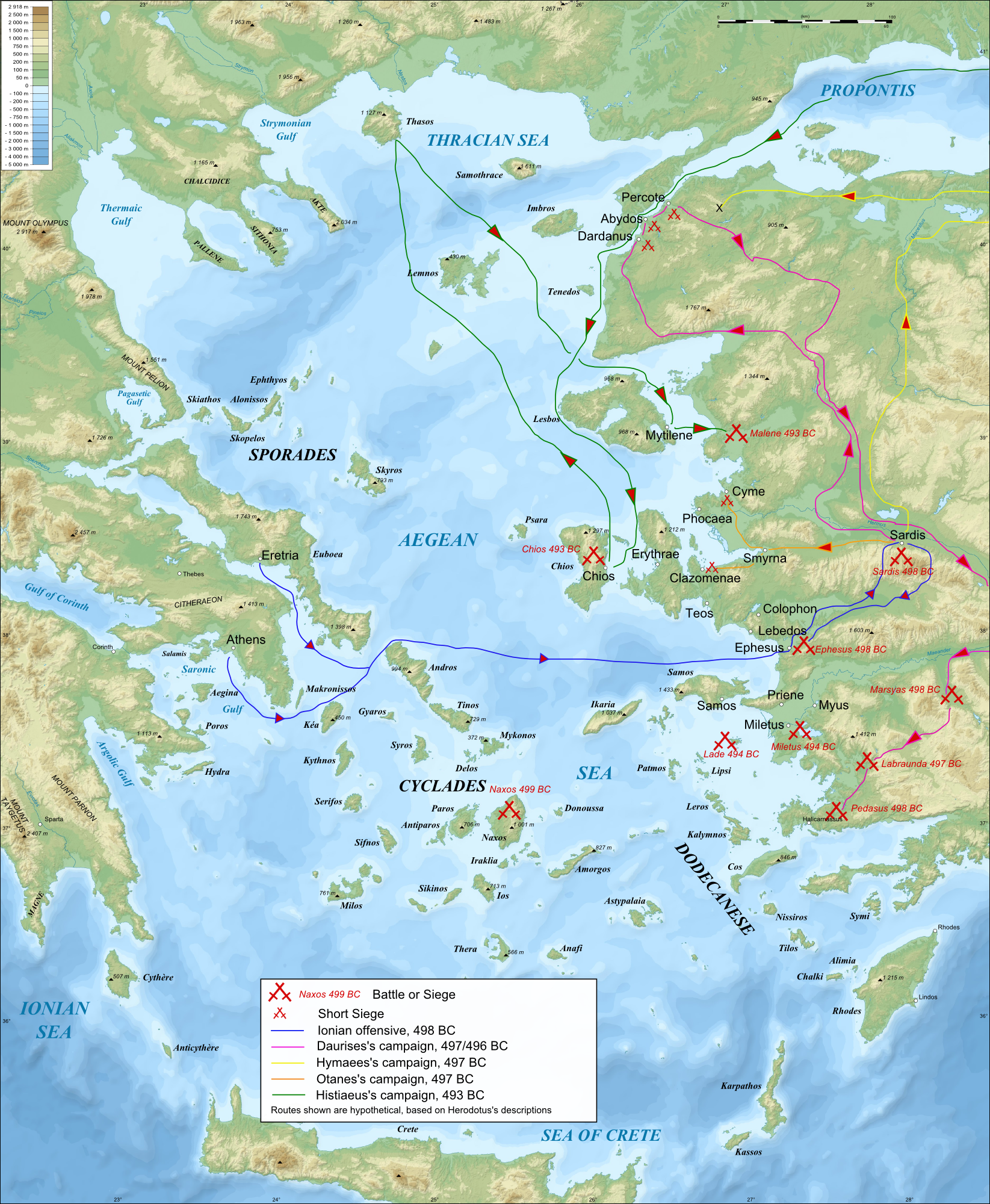
Działania militarne podczas powstania jońskiego.

W 500 p.n.e. Persowie próbowali za namową tyrana Miletu Aristagorasa dokończyć podbój wysp Morza Egejskiego, atakując Naksos. Wyprawa skończyła się niepowodzeniem, a Aristagoras, obwiniany za porażkę, w 499 p.n.e. namówił miletyjczyków do buntu, który zyskał szerokie poparcie w całej Jonii. Próba szukania pomocy w Grecji właściwej nie powiodła się, tylko Ateny i eubejska Eretria wysłały niewielką pomoc, Sparta odmówiła. W 498 p.n.e. Grecy dokonali rajdu na Sardes, ale nie udało im się zdobyć cytadeli, a podczas ataku miasto spłonęło. Dodatkowo podczas odwrotu zostali rozbici przez Persów, co spowodowało wycofanie się z walk Aten i Eretrii. Niemniej powstanie rozszerzyło się niemal na wszystkie greckie poleis pozostające pod panowanie perskim, także na Cypr i zhellenizowaną Karię. Perskie ataki mające stłumić powstanie rozpoczęły się na Cyprze (który spacyfikowano w 497 lub 496 p.n.e.) i na północy w Troadzie nad Propontydą, gdzie zdobyto tamtejsze miasta greckie. Aristagoras próbował działań w Tracji, ale podczas wyprawy zginął. Na niczym spełzła misja dyplomatyczna, z jaką Dariusz wysłał byłego tyrana Miletu Histiajosa, który jednak nie zyskał zaufania Greków. Ostateczna likwidacja powstania odwlekła się do czasu, kiedy Persowie przygotowali odpowiednio dużą flotę. W 494 p.n.e. doszło do spotkania perskiej floty składającej się ze statków głównie fenickich, ale też egipskich, cylicyjskich i cypryjskich, liczącej 600 okrętów, z flotą powstańczą składającą się z 353 trójrzędowców, u przylądka Lade, leżącego u wejścia do Zatoki Latmijskiej, nad którą leżał Milet. Bitwa zakończyła się zwycięstwem Persów, kiedy część okrętów greckich zdezerterowała. Milet został zdobyty i zniszczony, mieszkańców deportowano w głąb imperium do Suzjany, a ostatnie punkty oporu powstańców zlikwidowano w 493 p.n.e.
Polityka perska po stłumieniu powstania nie była surowa. Wódz perski Mardonios zlikwidował niepopularne tyranie w miastach greckich, zmienił też sposób naliczania trybutu na bardziej równomierny. W 492 p.n.e. wyprawił się do odciętej przez powstanie Tracji i przywrócił tam władzę perską, ustanawiając prowincję, w której skład weszły Macedonia i Paionia.

## Pierwszy perski najazd na Grecję

### Przyczyny
Przyczyny najazdu perskiego na Grecję właściwą w 490 p.n.e. nie są do końca jasne. Herodot twierdzi, że stała za nim chęć zemsty Dariusza na Grekach, którzy udzielili pomocy powstańcom, są jednak powody, by tezę te uznać za element ateńskiej propagandy, brak jest natomiast źródeł prezentujących perski punkt widzenia. Możliwe iż inwazja ta była naturalnym, kolejnym krokiem imperium perskiego dążącego do powiększenia obszaru swojego panowania, zwłaszcza kosztem rozbitego politycznie i słabego, jak się wydawało, przeciwnika. Persowie prawdopodobnie stwierdzili też, pomni doświadczeń z powstania jońskiego, że kontrola nad egejskim wybrzeżem Azji Mniejszej będzie bardzo utrudniona, jeśli nie uda się narzucić zwierzchności Grekom żyjącym po drugiej stronie morza.
W 491 p.n.e., według relacji Herodota, do greckich polis przybyli perscy posłowie z żądaniem uznania władzy wielkiego króla (czego symbolicznym aktem miało być danie ziemi i wody). Wiele miast, zwłaszcza wyspiarskich, usłuchało, natomiast Sparta i Ateny odmówiły, zabijając wysłanników.

### Przebieg inwazji
Latem 490 p.n.e. perska armia licząca zapewne ok. 25 tys. żołnierzy wyruszyła z Cylicji drogą morską (wśród statków floty znajdowały się także jednostki dostarczone przez jońskich Greków) w kierunku Grecji. Dowódcami byli Med Datis i krewny króla Dariusza Artafernes. Tym razem Persowie bez problemu zajęli Naksos, której mieszkańcy uciekli w góry, oraz inne wyspy Cyklad. Następnie wylądowali na Eubei, gdzie oblegli i zdobyli Karystos oraz na skutek zdrady części mieszkańców Eretrię, polis, które wraz z Atenami udzieliło pomocy Jonom podczas powstania. Na wyspie znajdowali się także Ateńscy osadnicy, ale wycofali się do Attyki przed przybyciem perskiej floty.
Attyka i Ateny były także kolejnym celem perskiej ekspedycji. Towarzyszący armii Hippiasz, służący Persom za doradcę i przewodnika, pragnąc odzyskać władzę w Atenach, zapewne naciskał na Datisa, by właśnie tam skierowały się jego wojska. Nie wiadomo, czy miasto było od początku jednym z głównych celów wyprawy (być może jako punkt wypadowy do przyszłej inwazji na resztę Grecji). Hippiasz wskazał jako dogodne miejsce do lądowania floty równinę maratońską, leżącą blisko Eubei, stanowiącą odpowiedni teren dla perskiej jazdy. Były to także obszary, gdzie ludność popierała tyranię Pizystratydów, i być może liczono na przyjazne powitanie, kiedy z armią przybędzie przedstawiciel tego rodu.

#### Bitwa pod Maratonem
W tym czasie w Atenach pojawiły się obawy, że niektórzy mogą sprzyjać Persom (taką postawę nazywano medyzmem) i wesprzeć powrót Hippiasza. Skłoniło to obywateli do powierzenia dowództwa Miltiadesowi, liderowi przeciwników porozumienia z najeźdzcą. Na wieść o lądowaniu wroga w Attyce w pobliżu Maratonu Miltiades postanowił uderzyć jak najszybciej – wyruszył z armią 9 tys. hoplitów ateńskich, wspartą przez kilkuset Platejczyków. Sparta opóźniła wysłanie pomocy, tłumacząc się względami religijnymi i jej wojska przybyły po bitwie. Grecy rozbili obóz 1,5 kilometra od pozycji liczniejszego wroga, na wyższym terenie, po czym nastąpiło wiele dni oczekiwania na ruch po każdej ze stron.
Bitwa rozegrała się 12 września 490 p.n.e. Zaatakowali Grecy w formacji falangi, a w walce z nieznanych przyczyn nie wzięła udziału perska jazda. Ostatni odcinek Grecy przebyli biegiem, aby zminimalizować straty powodowane przez łuczników. O zwycięstwie Ateńczyków zadecydowała wygrana skrzydeł ich armii, które po rozprawieniu się ze stojącymi naprzeciw Persami zaatakowały środek wrogich wojsk i doprowadziły do ucieczki nieprzyjaciela na statki. Straty Greków były niewielkie, Persów znaczne (Herodot podaje odpowiednio liczby 192 i 6400). Datis postanowił spróbować jeszcze zwyciężyć atakując Ateny od morza – jego flota opłynęła przylądek Sunion, ale w porcie falerońskim czekali już na nich hoplici Miltiadesa, którzy forsownym marszem spod Maratonu zdołali wyprzedzić perskie statki. W takiej sytuacji Datis podjął decyzję o powrocie do Azji.

## Przed drugą inwazją

### Grecja
Po Maratonie Grecy zajęli się sprawami lokalnymi. Sparta pogrążyła się w kryzysie wewnętrznym, a Ateny powróciły do wieloletniego konfliktu z Eginą. Miltiades zmarł wkrótce po nieudanej wyprawie na północ Morza Egejskiego, a w mieście nasiliły się konflikty wewnętrzne. W walce politycznej po raz pierwszy użyto ostracyzmu. W połowie lat 80. w attyckich górach Laurion odkryto nowe pokłady srebra, ateńskie dochody z kopalń sięgnęły ogromnej sumy 100 talentów rocznie. Spór polityczny o wykorzystanie tych bogactw toczył się między Temistoklesem, zwolennikiem budowy wielkiej floty wojennej składającej się z 200 trier, a Arystydesem, który chciał podziału pieniędzy między obywateli. Ostatecznie zwyciężył plan Temistoklesa, a ostracyzmowany Arystydes musiał udać się na wygnanie. Być może antycypowano już rosnące zagrożenie kolejnym atakiem ze strony Persji, ale flota mogła być też wykorzystana w wojnie z Eginą. W wyniku realizacji planu Temistoklesa (w latach 482-481 p.n.e.) Ateny stały się potęgą morską Grecji, gdzie do tej pory najsilniejsze polis mogły wystawić do walki zaledwie kilkadziesiąt okrętów.

### Persja
Dla Persów Maraton był dotkliwą, ale niewiele znaczącą porażką. Wyprawa Datisa osiągnęła ważny cel podporządkowując Wielkiemu Królowi wyspy Morza Egejskiego. Dla Dariusza ważniejszym problemem niż Grecy na europejskich peryferiach jego imperium, był bunt w przynoszącym duże dochody Egipcie, który wybuchł w 486 p.n.e. W tym samym roku król zmarł, pozostawiając zadanie stłumienia rewolty synowi Kserksesowi, który uporawszy się z tym rozpoczął w 484 p.n.e. przygotowania do wielkiej inwazji na Grecję. Przygotowanie infrastruktury dla przemarszu wielkiej armii, kompletowanie wielkiej floty oraz gromadzenie zapasów trwały przez trzy lata. Pod koniec 481 p.n.e. Kserkses przybył do Sardes, skąd na czele wojsk wyruszył wiosną następnego roku.

### Związek Helleński
Na wieść o perskich przygotowaniach przedstawiciele polis zdecydowanych stawić opór spotkali się w 481 p.n.e. na Przesmyku Korynckim. Postanowiono zakończyć wszystkie konflikty między zebranymi i powołano przymierze nazywane obecnie Związkiem Helleńskim, w którym przywództwo na lądzie i morzu objęła Sparta. Tworzyli go członkowie Związku Peoloponeskiego, Ateny i kilka mniejszych polis, natomiast Argos (zaciekły wróg Sparty), miasta Krety, Korkyra i Syrakuzy odmówiły udziału. Przez pewien czas wahała się Tesalia, która obiecała przystąpić do przymierza pod warunkiem wysłania armii Związku na jej północne granice, gdzie zagrodziłyby drogę Kserksesowi. Wojska przymierza, które przybyły na miejsce, stwierdziły jednak, że obrona na tych pozycjach jest ryzykowna, zostały więc wycofane, a bezbronna Tesalia opowiedziała się później po stronie Persji.

## Druga perska inwazja na Grecję

### Armia Kserksesa
Herodot podaje, że do ataku na Grecję Kserkses zebrał armię liczącą dwa miliony żołnierzy. Liczba ta jest obecnie odrzucana i liczebność wojsk perskich szacuje się na 50-200/300 tys. Trzon armii stanowiły piechota i konnica perska, medyjska i koczowniczych Saków, wsparte kontyngentami z Baktrii, Babilonii, Kappadocji i innych prowincji rozległego imperium. Z armią lądową współpracowała flota licząca według Herodota 1207 trier (głównie fenickich i jońskich) i 3000 statków transportowych – dane bardziej wiarygodne, lecz nadal prawdopodobnie zawyżone.
Wiosną 480 p.n.e. armia Kserksesa przekroczyła Hellespont, wykorzystując most zbudowany ze statków i wkroczyła do Europy. Następnie posuwała się wzdłuż wybrzeża trackiego w kierunku Macedonii, wspierana przez flotę towarzyszącą jej na morzu. W sprzymierzonej Macedonii czekały przygotowane wcześniej zapasy (był to jeden z wielu takich punktów na trasie wyprawy).

### Artemizjon i Termopile
Związek Helleński był podzielony co do tego, gdzie należy stawić czoła Kserksesowi. Większość członków przymierza (polis Peloponezu) wskazywała na wąski Przesmyk (Istm) Koryncki, dogodny do obrony, ale wymagający wsparcia ze strony floty uniemożliwiającej wrogowi lądowanie na tyłach. Prawdopodobnie protesty członków z Grecji Środkowej skłoniły jednak dowódców do stawienia oporu w Termopilach, leżących na jedynej drodze z Tesalii w głąb Grecji. Siły, jakie wysłano pod dowództwem spartańskiego króla Leonidasa, były niewielkie: kilka tysięcy hoplitów (w tym 300 Spartiatów). Wspierała je dość liczna flota ok. 300 trier (głównie ateńskich, korynckich i egineckich), operująca u wybrzeża Magnezji.
Grecy odparli pierwsze ataki armii Kserksesa w Termopilach, ale Persom udało się znaleźć drogę na tyły przeciwnika. Leonidas zdążył odesłać większość wojsk, a sam na czele Spartan, Tespijczyków i Beotów zdecydował się na nierówną walkę, zakończoną śmiercią jego i jego żołnierzy. W tym samym czasie miały miejsce dwie bitwy morskie u przylądka Artemizjon, które nie przyniosły rozstrzygnięcia, choć Grecy zniszczyli kilkadziesiąt wrogich okrętów. Flota perska była osłabiona, bo wcześniej w wyniku sztormu u wybrzeży Magnezji straciła 400 statków, niemniej liczebnie przewyższała grecką. Na wieść o okrążeniu sił Leonidasa grecka flota została wycofana wąskim kanałem między Eubeą a Grecją.

### Bitwa pod Salaminą
Po Termopilach Grecja Środkowa stanęła dla Persów otworem. Wiele polis, bezbronnych wobec ogromnej armii, opowiedziało się po stronie Wielkiego Króla (m.in. Teby i inne polis Beocji). Ateńczycy postanowili zrezygnować z obrony swojego miasta – ludność wraz z dobytkiem ewakuowali na wyspę Salaminę, a flotę Związku (powiększoną o posiłki i rezerwy) umieścili w cieśninie między wyspą a Attyką. Część armii greckiej rozpoczęła przygotowania do obrony na Istmie Korynckim. W obozie greckim nadal występowała rozbieżność opinii co do sposobu walki. Polis z Peloponezu chciały wycofać swoje statki dalej na południe i bronić się na Istmie. Temistokles zdawał sobie sprawę, że flota grecka tylko w całości może stawić czoła liczniejszej perskiej i rozproszenie greckich sił na morzu skończyłoby się katastrofą. Groził swoim sprzymierzeńcom, że jeśli odpłyną spod Salaminy, Ateńczycy pożeglują na swoich statkach do Italii, by tam założyć nowe polis, pozostawiając resztę Grecji na łaskę Persów.
Persowie wkroczyli do Aten i spalili Akropol broniony jedynie przez niewielki oddział. Dalsze ruchy krępowała im jednak grecka flota. Bez jej pokonania nie był możliwy atak na Salaminę czy też lądowanie na tyłach umocnień greckich na Istmie. Trwała już jesień, wkrótce pogoda miała uniemożliwić skuteczne działania perskich statków, co skłaniało Kserksesa do działania. Podjęcie decyzji ułatwił mu Temistokles, który podstępem poinformował króla o planowanej ucieczce floty Greków spod Salaminy, wobec czego Kserkses wydał rozkaz ataku. 23 września 480 p.n.e. rozegrała się bitwa, w której 380 greckich okrętów (w tym 200 ateńskich) zgromadzonych w wąskiej cieśninie (co uniemożliwiło Persom wykorzystanie przewagi liczebnej i manewrowej) pokonało przeciwnika. Straty w perskiej flocie i koniec sezonu żeglugowego wymagały jej wycofania do Jonii. Również Kserkses z częścią armii wrócił do Azji, pozostawiając na leżach zimowych w Tesalii liczny kontyngent pod dowództwem Mardoniusza.

### Rok 479 p.n.e.: Plateje i Mykale
W następnym roku Peloponezyjczycy, w miarę bezpieczni za umocnieniami na Istmie, ociągali się z wyruszeniem przeciwko armii perskiej, czego chcieli z kolei pozostali Grecy. Natomiast Mardoniusz szukał porozumienia dyplomatycznego z Ateńczykami. Sparta, zdając sobie sprawę z niebezpieczeństw wynikających z wycofania się Aten z walki, zgodziła się w końcu wysłać armię poza Peloponez. Tymczasem Mardoniusz po załamaniu się rozmów z Ateńczykami wkroczył do Attyki, próbując siłą wymusić pokój, lecz później wycofał się do Beocji. We wrześniu 479 p.n.e. doszło do bitwy pomiędzy sprzymierzoną armią grecką (liczącą 40 tys. hoplitów i drugie tyle służby oraz lekkozbrojnych) dowodzoną przez spartańskiego regenta Pauzaniasza i perską (według Herodota liczącą 300 tys. żołnierzy z imperium perskiego i 50 tys. Greków). Grecy zwyciężyli, Mardoniusz zginął, resztki armii perskiej uszły na północ. Tymczasem grecka flota dowodzona przez spartańskiego króla Leotychidasa skierowała się ku przylądkowi Mykale w Jonii, gdzie znajdowała się baza perskich sił morskich. We wrześniu Grecy wylądowali na brzegu, doszło do walki i masakry sił perskich oraz zniszczenia wrogich okrętów. Wkrótce w Babilonii wybuchł bunt, który zmusił Kserksesa do udania się do centrum imperium.
Po zwycięstwach roku 479 p.n.e. Grecy przeszli do ofensywy. Wiele polis wyspiarskich Jonii zgłosiło swój akces do Związku i na wniosek Aten zostały przyjęte (Sparta proponowała raczej przesiedlenie ludności greckiej z trudnych, ich zdaniem, do obrony wybrzeży Azji Mniejszej). Po Mykale flota grecka popłynęła nad Hellespont, po czym Leotychidas z Peloponezyjczykami odpłynął do domu, natomiast Ateńczycy, wspierani przez Jonów i Greków z Hellespontu oblegli kontrolowane przez Persów Sestos. Po pół roku (w 478 p.n.e.) twierdza skapitulowała.

## Wojny Związku Morskiego

### Powstanie Związku Morskiego
Wkrótce po zwycięstwach w 479 p.n.e. pojawiły się nieporozumienia między Spartą i Atenami. Spartanie zrazili do siebie Ateńczyków wzywając ich (bezskutecznie) do nieodbudowywania miejskich fortyfikacji zniszczonych przez Persów. W 478 p.n.e. flota grecka pod dowództwem Pauzaniasza prowadziła działania na Cyprze, by później pożeglować na północ i zdobyć Byzantion. Tutaj jednak doszło do konfliktu (być może inspirowanego przez Ateńczyków) – część armii odmówiła posłuszeństwa Pauzaniaszowi. Sparta odwołała go i wysłała nowego dowódcę, ale zanim ten dotarł na miejsce nastąpiła zmiana sytuacji. W 478/477 p.n.e. Ateny oraz polis wyspiarskie i wybrzeża trackiego zawarły przymierze nazwane później Związkiem Morskim lub Delijskim (od wyspy Delos, gdzie umieszczono skarbiec organizacji). Celem nowego sojuszu, którego Ateny były hegemonem, była obrona przed Persją, a także wyzwolenie polis, które wciąż znajdowały się pod władzą imperium. Każdy członek Związku zobowiązany był (w rozmiarze określonym przez Ateny) wspomóc wysiłek wojenny – dostarczał okręty wojenne lub wpłacał do wspólnego skarbca pieniądze. Sparta odwołała swoich dowódców i oddziały (wraz z nimi odeszli Peloponezyjczycy) i pomimo że wciąż była przywódcą formalnie nadal istniejącego Związku Helleńskiego, zaakceptowała sytuację, w której to Ateny przejęły kierownictwo w dalszej wojnie z Persją.

### Do bitwy pod Eurymedonem

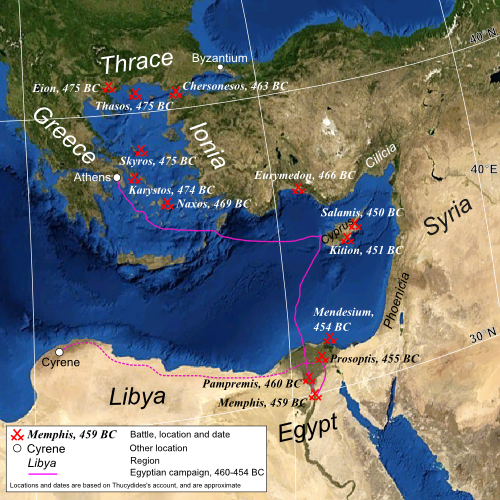
Ważniejsze kampanie Związku Morskiego do 450 p.n.e.

Dowódcą floty Związku Morskiego został Kimon, syn Miltiadesa. Na początku zajął się zdobyciem ostatnich perskich przyczółków w Europie. Armia sojuszu po długim oblężeniu zajęła w 476/5 p.n.e. Eion w Tracji. Następne cele mniej już miały wspólnego z walką z Persami, służyły raczej budowie ateńskiej potęgi. Pod pretekstem walki z piractwem zajęto wyspę Skyros, gdzie ulokowano ateńskich osadników, tzw. kleruchów. Później siłą wcielono do Związku eubejskie Karystos, a w 470 p.n.e. stłumiono bunt Naksos, które próbowało wystąpić z sojuszu. Zagrożenie perskie dało jednak o sobie wkrótce znać – Kserkses zorganizował kolejną armię i flotę. Siły Związku rozpoczęły kampanię w południowej Azji Mniejszej, gdzie trwały przygotowania do nowej ofensywy. Polis greckie w tym regionie przeszły na stronę Kimona bez walki, siłą trzeba było zdobywać miasta w głębi lądu. Ok. 466 p.n.e. doszło do wielkiej bitwy nad Eurymedonem w Pamfilli, gdzie sojusz rozbił flotę i armię perską, neutralizując zagrożenie dla Grecji oraz zapewniając sobie swobodę działań morskich we wschodniej części Morza Śródziemnego. W 465 p.n.e. zmarł Kserkses.

### Interwencja w Egipcie i na Cyprze
Pod koniec lat 60. nastąpiło pogorszenie stosunków spartańsko-ateńskich. Kimon, zwolennik współpracy ze Spartą, został ostracyzmowany w 461 p.n.e. i wkrótce między obiema polis (i ich sojuszami) wybuchła wojna. Działania Związku Morskiego przeciw Persji były jednak kontynuowane. W 460 p.n.e. flota sojuszu popłynęła na Cypr, skąd później skierowała się do Egiptu (po drodze pustosząc fenickie wybrzeża), żeby wesprzeć antyperskie powstanie. Artakserkses, następca Kserksesa, wysłał do Egiptu dużą armię, która pokonała siły egipsko-greckie w bitwie lądowej, a następnie obległa je na jednej z wysp Delty Nilu. W 454 p.n.e. armia perska zdobyła wyspę. Straty Związku były bardzo duże, w najbliższych latach sojusz nie prowadził działań zbrojnych przeciwko imperium perskiemu.
W 451 p.n.e. z wygnania powrócił Kimon, zawarł rozejm ze Spartą i zorganizował kolejną wielką wyprawę przeciwko Persom. W 450 p.n.e. flota Związku pożeglowała na Cypr (część statków wysłano do Egiptu na pomoc tamtejszym rebeliantom). W trakcie oblężenia Kitionu Kimon zginął, flota grecka skierowała się do domu, ale w drodze powrotnej odniosła wielkie zwycięstwo morsko-lądowe pod Salaminą Cypryjską.

### Koniec walk
Zwycięstwo na Cyprze doprowadziło do zaprzestania trwających od wybuchu powstania jońskiego walk między Grekami i Persami. Według późniejszej tradycji Ateńczycy i król Perski zawarli formalne porozumienie nazwane pokojem Kalliasa, wątpliwe jest jednak, czy do takiego układu rzeczywiście doszło. Faktem jest, że Persowie pogodzili się z utratą niemal wszystkich polis greckich w Azji Mniejszej i nie próbowali ich odzyskać aż do ostatniej dekady V stulecia (a i wtedy posłużyli się raczej dyplomacją, wspierając finansowo Spartę podczas wojny peloponeskiej). Król perski zachował Cypr oraz odzyskał swobodę działania w Egipcie.

## Źródła
Najważniejszym źródłem opisującym wojny grecko-perskie są Dzieje Herodota z Halikarnasu. Jest to pierwszy w historii tekst, którego autorowi udało się dotrzeć do bezpośrednich świadków wydarzeń lub do osób, które słyszały relacje uczestników. Dla okresu po 479 p.n.e. najważniejszy jest fragment Wojny peloponskiej Tukidydesa, opisujący wydarzenia poprzedzające samą wojnę.